# Національна спілка краєзнавців України
Націона́льна спі́лка краєзна́вців Украї́ни (НСКУ) — добровільна творча організація зі статусом національної всеукраїнської творчої спілки як суб'єкта творчої діяльності, що об'єднує краєзнавців — професійних дослідників і літописців рідного краю.
Основною метою діяльності Спілки є розвиток національного краєзнавчого руху, залучення до пізнання рідного краю широких верств населення, використання досвіду, здобутого в цій галузі в Україні та за кордоном, створення й оприлюднення документально-публіцистичних і науково-популярних творів із історії та культури краю.
Спілка виховує в громадян почуття національної самосвідомості, глибокої поваги до історії, культури, мови, традицій українського народу, а також інших народів, пов'язаних із ним своєю долею, шанобливого ставлення до рідної природи.

## Історія

### Перші краєзнавчі організації України
Ідея створення інституції, яка б займалася проблемами регіональної історії, виникла у 20-40-х рр. XIX ст.
1843 року в Києві було створено Тимчасову комісію для розгляду давніх актів, котру зазвичай називали Археографічною. У її роботі нарівні з видатними науковцями М. Костомаровим, О. Лазаревським, О. Левицьким, М. Максимовичем, В. Іконниковим брав активну участь і Тарас Шевченко.
Важливою для становлення українського краєзнавства була плідна діяльність «Товариства Нестора-Літописця» при Київському університеті Святого Володимира, Одеського наукового товариства історії та старожитностей, Наукового товариства імені Т. Шевченка у Львові, Наукового історико-філологічного товариства при Харківському університеті, Подільського церковного історико-археологічного товариства, Товариства дослідників Волині у Житомирі та багатьох інших регіональних об′єднань поціновувачів рідного краю. Розвитку краєзнавства сприяло й проведення Археологічних п'ятнадцяти з'їздів, шість з яких відбулися в Україні.
У роки національно-визвольних змагань українського народу, в умовах Першої світової та громадянської воєн виникали і активно функціонували численні краєзнавчі організації, спираючись на підтримку Центральної Ради, гетьманського уряду, Директорії.
1917 року в Києві розпочав діяльність Центральний комітет охорони пам'яток старовини і мистецтва під головуванням Михайла Грушевського. Того ж року з ініціативи художника Сергія Васильківського у Харкові засновано товариство «Музей Слобожанщини». За доби Української революції започатковано чимало важливих справ, зокрема упорядкування могили Тараса Шевченка у Каневі, створення Національної галереї, Всеукраїнського «Шевченківського» або «Пам'яткового» музею. У надзвичайно складних умовах українська інтелігенція зуміла не лише зберегти, а й реально примножити краєзнавчі традиції, зробити їх вагомим чинником утвердження національної ідеї.
Провідну роль у розвитку й організації краєзнавчої роботи взяла на себе Всеукраїнська Академія наук. В першому її Статуті, затвердженому гетьманом П. Скоропадським 1918 року, йшлося, що Академія у Києві «ставить собі на меті, окрім загальних наукових завдань, виучувати сучасне і минуле Вкраїни, української землі та народу».
На початку 20-х рр. плідно працювала низка академічних комісій краєзнавчого профілю: археологічна, фольклорно-етнографічна, для складання історико-географічного словника, археологічної карти України, з дослідження Софійського собору та ін. Упродовж 1922-23 рр. при ВУАН було створено Київську, Харківську та Одеську комісії краєзнавства. Одночасно формувалися громадські окружні краєзнавчі товариства: 1920 року — Ізюмське й Роменське, 1922 — Волинське й Житомирське, 1923 — Коростенське, Лубенське, Одеське, 1924 — Чернігівське, 1925 — Дніпропетровське, Луганське та Мелітопольське. Діяли і сільські товариства, приміром, як у Вільшанці на Харківщині, що налічувало 60 членів, згрупованих у етнографічній, геологічній, соціально-економічній, культурно-просвітницькій секціях. Дедалі гостро поставало питання про організаційне об′єднання науково-творчого потенціалу дослідників і літописців рідного краю усіх регіонів України, адже нагальну потребу в єдиному координаційному органі відчували не тільки дослідники з наукових інституцій, а й подвижники місцевих краєзнавчих формувань.

### Український комітет краєзнавства
У листопаді 1923 року професор Харківського інституту народної освіти Дмитро Зеленін висунув ідею проведення Всеукраїнського зібрання краєзнавців. Її підтримали й інші місцеві осередки. На основі пропозицій, що надходили від учасників регіональних з′їздів, нарад, конференцій, краєзнавчих організацій, від знаних вчених і громадських діячів, Укрголовнаука Народного комісаріату освіти УСРР розробила «Положення про всеукраїнську нараду по краєзнавству» й утворила Організаційне бюро для її скликання.
26 травня 1925 року в приміщенні Харківського ветеринарного інституту зібралося 75 представників 22 регіональних краєзнавчих осередків, студентства, господарських, планових, громадських організацій та установ. Серед окреслених ними завдань були також «природничі досліди, вивчення продуктивних сил країни, опора на сільську інтелігенцію, техперсонал у містах, студентів, поширення краєзнавства на широкі кола населення».
31 травня 1925 року було утворено Український комітет краєзнавства (далі УКК), як постійний діяльний орган.
На початку 1930-х в Україні було понад 30 тис. активних краєзнавців. УКК на своєму засіданні 8 січня 1927 року розглянув питання про випуск журналу «Краєзнавство».
На превеликий жаль, в умовах активного формування тоталітарної системи численні краєзнавчі осередки було розгромлено, випуск журналу й інших краєзнавчих видань припинено, зруйновано безліч унікальних пам'яток історії та культури, знищено музейні експозиції, а найактивніші діячі краєзнавства стали жертвами політичного терору. На ділі було репресовано весь український краєзнавчий рух.

### Відродження
У повоєнні роки почали знову створюватися місцеві краєзнавчі осередки. Багато важило для відродження українського краєзнавчого руху, його наукових, громадських та шкільних форм, залучення понад 100 тис. літописців-дослідників рідного краю до роботи над випуском «Історії міст і сіл Української РСР» у 26 томах. Загальний обсяг цієї титанічної праці, яка започаткувала новий напрям у вітчизняній історіографії та досі не має аналогів у світі, становив 2360 авторських аркушів, у томах вміщено 1340 статей з історіями обласних і районних центрів та інших значних населених пунктів, 8619 статей про всі селища міського типу та центри сільрад, вміщено 9 тисяч ілюстрацій.
Іншим важливим напрямом відродження краєзнавства в усіх областях став громадський рух за увічнення пам'яті найбільш звитяжних подій, пов'язаних з історією українського козацтва, створення Національного заповідника «Хортиця», Музею народної архітектури та побуту України у селі Пирогів поблизу Києва, Національного історико-етнографічного заповідника «Переяслав» у Київській області та ін.
У розвитку краєзнавства, його наукових основ багато важило створення 1979 року у структурі академічного Інституту історії України відділу історичного краєзнавства, на який серед інших завдань покладалася підготовка «Зводу пам'яток історії та культури».

### Всеукраїнська спілка краєзнавців
На хвилі демократичних перетворень, національного піднесення суспільства 27 березня 1990 року в Києві відбувся Перший Всеукраїнський краєзнавчий з'їзд, який мав статус установчого для Всеукраїнської спілки краєзнавців (далі ВСК) — повноправної спадкоємиці традицій, впроваджених свого часу Українським комітетом краєзнавства.
З'їзд затвердив Статут, обрав керівні органи Спілки: Правління та Ревізійну комісію, а також президію правління Спілки. Головою правління Всеукраїнської Спілки краєзнавців було обрано Петра Тронька, заступниками голови: Галину Косян, Анатолія Непокупного, Лерія Макаренка, відповідальним секретарем — Юрія Данилюка, головою Ревізійної комісії — Євгена Скляренка. Учасники з'їзду прийняли звернення «До всіх, хто закоханий в рідний край, хто шанує його минуле і вірить в його майбутнє».
Перший Статут Спілки було затверджено Постановою Ради Міністрів 24 серпня 1990 р. А 7 квітня 1993 р. Спілка отримала свідоцтво Міністерства юстиції України № 440 «Про реєстрацію нової редакції», де визначено основні завдання і напрями діяльності благодійної за своїм характером, творчої громадської організації.
Відповідно до Статуту, основним завданням діяльності ВСК було виховання у громадян почуття національної самосвідомості, глибокої поваги до історії, культури, мови, традицій українського народу, а також інших народів, пов'язаних з ним своєю долею, шанобливе ставлення до скарбів рідної природи та культури.
Спілка здійснила цілу низку масштабних заходів, передусім проведено три з′їзди, 12 Всеукраїнських та понад 400 регіональних наукових краєзнавчих конференцій.
За безпосередньої участі активістів Спілки реалізовувався Указ Президента України «Про заходи щодо підтримки краєзнавчого руху в Україні» від 23.01.2001 року № 35/2001, а також була розроблена та виконувалася Державна програма розвитку краєзнавства на період до 2010 року, затверджена Постановою Кабінету Міністрів України від 10.06.2002 р. №789, започатковано власні довгострокові краєзнавчі програми.
Члени спілки беруть активну участь у краєзнавчих, етнографічних та фольклорних експедиціях, підтримують дієві зв'язки з усіма бібліотечними установами держави, надають методичну допомогу колекціонерам-аматорам та досвідченим збирачам української старовини.
ВСК 1993 року поновила випуск репресованого журналу «Краєзнавство». На пошанування пам'яті своїх славетних попередників — жертв тоталітарного режиму — почали видаватися документальні збірники «Репресоване краєзнавство». Власні друковані видання мають тепер 17 місцевих осередків Спілки. В усіх областях видаються краєзнавчі монографії, путівники, буклети, довідники.
Впродовж останніх 15 років краєзнавці України брали найактивнішу участь у підготовці масштабного загальнонаціонального видання — науково-документальної серії книг «Реабілітовані історією» — про трагічні роки більшовицького терору. У межах Державної програми «Реабілітовані історією» (Постанова Кабінету Міністрів України від 11.09.1992 р. № 530) видано 44 книги обсягом 50-60 друкованих аркушів кожна у 23 областях. У цих томах вміщено сотні тисяч прізвищ громадян України, що стали жертвами політичних репресій радянського тоталітарного режиму, вперше опубліковано унікальні архівні документи, нариси, статті. Зусиллями краєзнавців і вчених-істориків робота над загальнодержавним виданням наближається до завершення. Загалом же, за попередніми розрахунками, зазначене видання налічуватиме понад 100 книг.
Члени Спілки виконують і пам'яткоохоронну роботу, розробляють туристично-екскурсійні маршрути, беруть участь у створенні нових та поповненні експозицій сучасних музейних закладів, розвивають шкільне краєзнавство, готують відповідні підручники, допомагають розвивати вітчизняний туризм в усіх його формах. Впродовж останніх років діяльності Всеукраїнської спілки краєзнавців її члени видали понад 600 науково-дослідницьких, публіцистичних та краєзнавчих книжок з історії та культури рідного краю.

### Національна спілка краєзнавців України
16 жовтня 2008 року Кабінет Міністрів України видав постанову, в якій зазначено: «Враховуючи видатні заслуги у забезпеченні розвитку української національної культури, надати статус національної Всеукраїнській спілці краєзнавців і надалі іменувати її — Національна спілка краєзнавців України».
Серед пріоритетних завдань Спілки — активне сприяння й допомога Президентові, уряду України, органам державної влади всіх рівнів, науковим установам, закладам культури та освіти, громадським організаціям у питаннях відродження й захисту історичної, духовної та культурної спадщини українського народу, формуванні патріотичних настроїв у суспільстві.

## Члени спілки
Див. також: Категорія:Члени Національної спілки краєзнавців України
Станом на червень 2010 року членами спілки були 2 000 фахівців, з яких п'ять академіків, шість членів-кореспондентів НАН України, 79 докторів, 152 кандидати наук, 7 Героїв України. Ця «верхівка» тримається на фундаменті краєзнавців сіл і міст, а це понад 30 000 фахівців.

## Діяльність
Нині виспіла потреба перевидати «Історію міст і сіл Української РСР» у новій редакції (зі змінами та доповненнями). Підготовку видання до друку покладено на Національну спілку краєзнавців України.
Спілка щорічно визначає лауреатів краєзнавчих премій:
- імені Дмитра Яворницького (з 1991 року);
- імені академіка Петра Тронька (з 2013 року);
- імені Героя України Михайла Сікорського (з 2013 року).

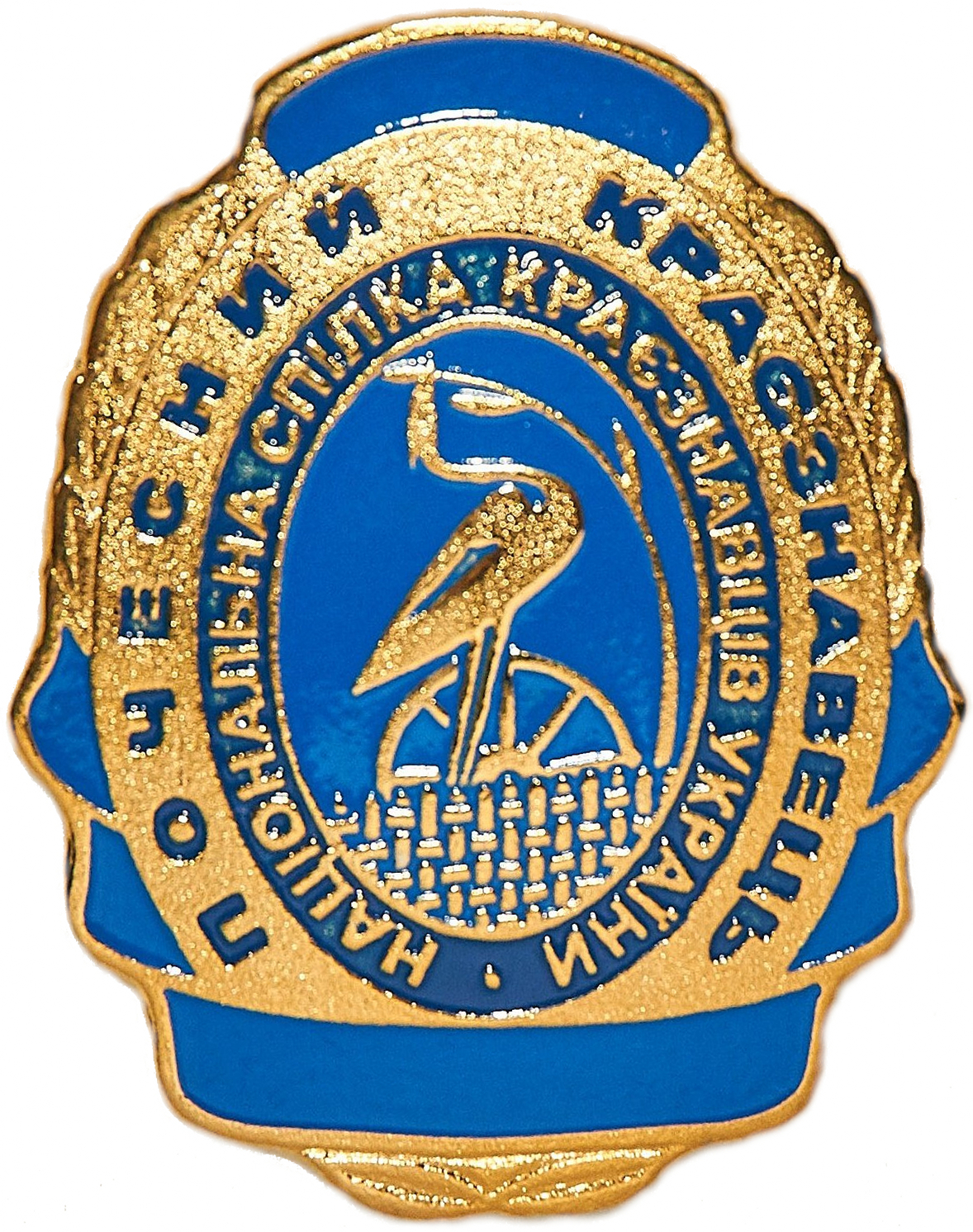
Нагрудний знак «Почесний краєзнавець України»

Найвищою персональною відзнакою Національної спілки краєзнавців України є звання «Почесний краєзнавець України».
28 травня Спілка щорічно відзначає на загальнодержавному рівні Всеукраїнський день краєзнавства.

## Керівні органи
Понад 20 років головою НСКУ був Тронько Петро Тимофійович (1915—2011) — Герой України, академік НАН України.
Із 2012 року Спілку очолює член-кореспондент НАН України, доктор історичних наук, професор Реєнт Олександр Петрович.

### Керівні органи[8]
Голова Національної спілки краєзнавців України:

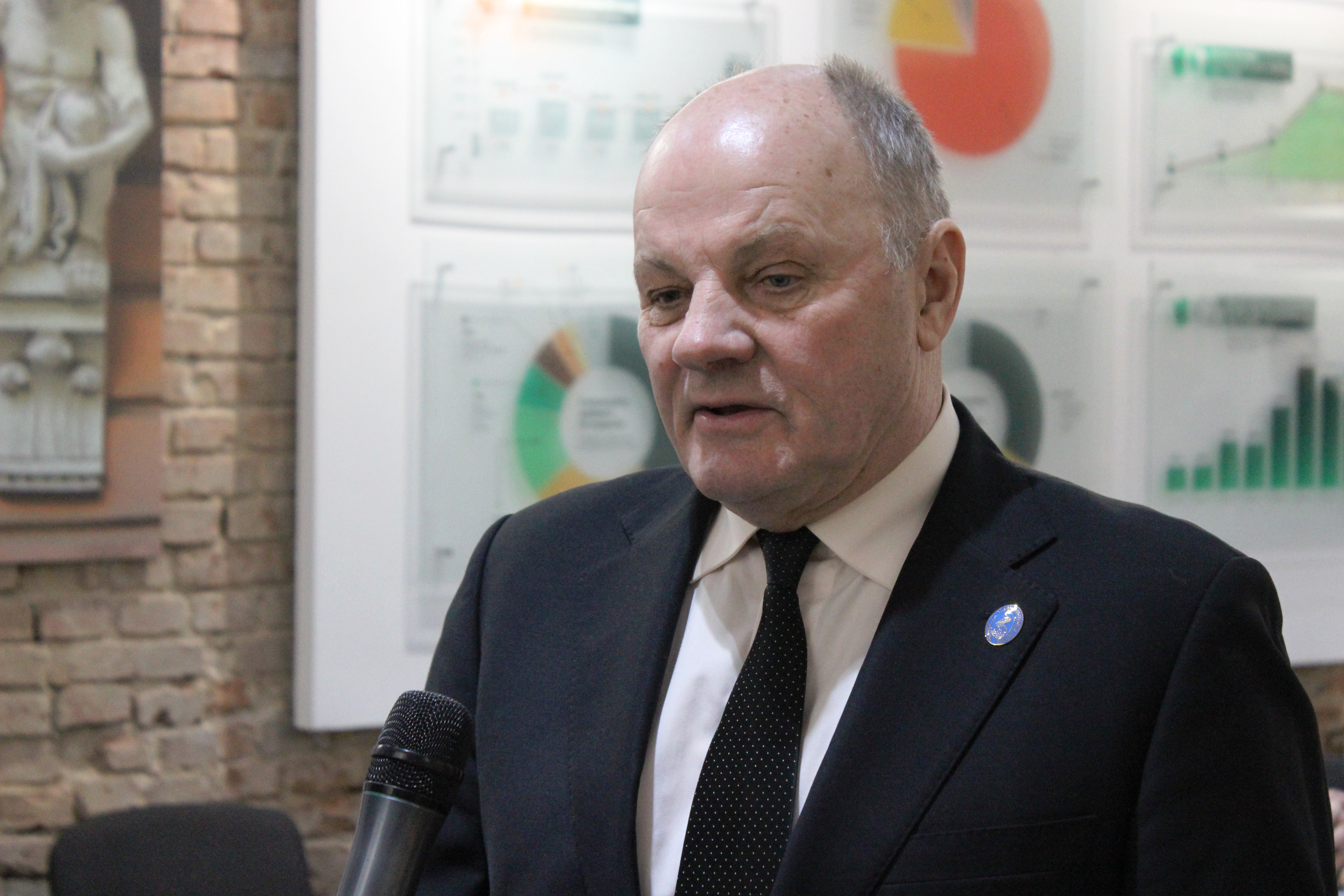
Голова Національної спілки краєзнавців України, член-кореспондент НАН України, професор О. П. Реєнт

- Голова Національної спілки краєзнавців України, член-кореспондент НАН України, професор О. П. Реєнт Реєнт Олександр Петрович — доктор історичних наук, професор, член-кореспондент НАН України, заступник директора Інституту історії України НАН України. Упродовж багатьох років — перший заступник голови, 23 січня 2012 року обраний головою НСКУ.

Перший заступник голови НСКУ:
- Маньковська Руслана Вікторівна — старший науковий співробітник Інституту історії України НАН України, кандидат історичних наук, перший заступник голови НСКУ (з 23 січня 2017 р., з 2012 р. була заступником).

Заступники голови НСКУ:
- Коцур Віктор Петрович — ректор Переяслав-Хмельницького державного педагогічного університету імені Григорія Сковороди, академік НАПН України, доктор історичних наук, професор, заслужений працівник освіти України, заступник голови НСКУ (з 23 січня 2017 р.)
- Удод Олександр Андрійович — завідувач відділу української історіографії Інституту історії України НАН України, член-кореспондент НАПН України, доктор історичних наук, професор, заступник голови НСКУ (з 23 січня 2017 р.)

Відповідальний секретар НСКУ:
- Дмитрук Володимир Іванович — старший науковий співробітник Інституту історії України НАН України, кандидат історичних наук, відповідальний секретар НСКУ (з 2012 р.)

Президія:
- Андрусишин Богдан Іванович — декан Факультету політології та права Національного педагогічного університету імені М. П. Драгоманова, доктор історичних наук, заслужений діяч науки і техніки України,
- Бажан Олег Григорович — старший науковий співробітник Інституту історії України НАН України, кандидат історичних наук.
- Гальчак Сергій Дмитрович — голова правління Вінницької обласної організації НСКУ, професор кафедри стилістики української мови й журналістики Вінницького державного педагогічного університету ім. М. Коцюбинського, доктор історичних наук, заслужений працівник культури України.
- Гончаров Олександр Петрович — голова правління Київської міської організації НСКУ, доцент кафедри етнології та краєзнавства Київського національного університету імені Тараса Шевченка, кандидат історичних наук.
- Гуржій Олександр Іванович — головний науковий співробітник Інституту історії України НАН України, доктор історичних наук, професор, заслужений діяч науки і техніки України.
- Даниленко Віктор Михайлович — завідувач відділу історії України другої половини ХХ століття Інституту історії України НАН України, член-кореспондент НАН України, доктор історичних наук, професор, заслужений діяч науки і техніки України.
- Завальнюк Олександр Михайлович — професор кафедри історії України Кам'янець-Подільського національного університету імені Івана Огієнка, доктор історичних наук, заслужений працівник освіти України.
- Коваленко Олександр Борисович — голова правління Чернігівської обласної організації НСКУ, директор Інституту історії, етнології та правознавства ім. О. М. Лазаревського Чернігівського національного педагогічного університету ім. Т. Г. Шевченка, кандидат історичних наук, заслужений працівник освіти України.
- Косило Михайло Юрійович — голова правління Івано-Франківської обласної організації НСКУ, директор Івано-Франківського державного центру туризму та краєзнавства учнівської молоді Міністерства освіти і науки, молоді та спорту України, заслужений працівник освіти України.
- Кот Сергій Іванович — старший науковий співробітник Інституту історії України НАН України, керівник Центру досліджень історико-культурної спадщини України, кандидат історичних наук, заслужений працівник культури України.
- Мельниченко Василь Миколайович — голова правління Черкаської обласної організації НСКУ, професор кафедри археології та спеціальних галузей історичної науки Черкаського національного університету імені Богдана Хмельницького, кандидат історичних наук, професор.
- Милько Володимир Іванович — прес-секретар НСКУ, старший науковий співробітник Інституту історії України НАН України, кандидат історичних наук.
- Нестуля Олексій Олексійович — голова Полтавської обласної організації НСКУ, ректор Полтавського університету економіки і торгівлі, доктор історичних наук, професор, заслужений працівник освіти України.
- Омельченко Дмитро Григорович — заступник директора Українського державного центру туризму та краєзнавства учнівської молоді Міністерства освіти і науки, молоді та спорту України.
- Рафальський Олег Олексійович — директор Інституту політичних і етнонаціональних досліджень ім. І. Ф. Кураса НАН України, член-кореспондент НАПН України, доктор історичних наук, заслужений діяч науки і техніки України.
- Рубльов Олександр Сергійович — учений секретар Інституту історії України НАН України, доктор історичних наук, заслужений працівник культури України.
- Савченко Григорій Петрович — голова правління Київської обласної організації НСКУ, професор кафедри новітньої історії України Київського національного університету імені Тараса Шевченка, кандидат історичних наук, професор.
- Скавронський Павло Степанович — голова Житомирської обласної організації НСКУ.
- Смолій Валерій Андрійович — академік-секретар Відділення історії, філософії і права НАН України, директор Інституту історії України НАН України, академік НАН України, доктор історичних наук, професор, заслужений діяч науки і техніки України.
- Телячий Юрій Васильович — начальник Управління контролю за діяльністю вищих навчальних закладів Державної інспекції навчальних закладів України, доктор історичних наук, професор.
- Тронько Лариса Петрівна — голова правління Фундації Героя України, академіка Петра Тронька, вчений секретар НВК «Київський інститут автоматики», член Київської міської організації НСКУ, кандидат технічних наук.

Правління:
- Аржевітін Станіслав Михайлович — голова Ради Асоціації українських банків, завідувач кафедри банківської справи Київського національного економічного університету імені Вадима Гетьмана, доктор економічних наук, заслужений економіст України.
- Бабенко Олег Олександрович — голова правління Кіровоградської обласної організації НСКУ, директор Державного архіву Кіровоградської області.
- Баженов Лев Васильович — голова правління Хмельницької обласної організації НСКУ, директор Центру дослідження історії Поділля Інституту історії України НАН України при Кам'янець-Подільському національному університеті імені Івана Огієнка, професор кафедри всесвітньої історії К-ПНУ, доктор історичних наук, заслужений працівник освіти України.
- Бондаренко Геннадій Васильович — голова правління Волинської обласної організації НСКУ, завідувач кафедри документознавства і музейної справи Східноєвропейського національного університету імені Лесі Українки, кандидат історичних наук, заслужений працівник освіти України.
- Букет Євген Васильович — головний редактор газети «Культура і життя».
- Булаєвська Наталія Іванівна — заступник голови Ради Київської обласної ради Українського товариства охорони пам'яток історії і культури (УТОПІК), заслужений працівник культури України.
- Великочий Володимир Степанович — декан Факультету туризму Прикарпатського національного університету ім. Василя Стефаника, доктор історичних наук, професор.
- Вербовий Олексій Вікторович — доцент кафедри історії України для гуманітарних факультетів Київського національного університету імені Тараса Шевченка, кандидат історичних наук, доцент.
- Головко Микола Леонтійович — професор кафедри зовнішньої політики та дипломатії Дипломатичної академії України при Міністерстві закордонних справ України, доктор історичних наук, професор.
- Делеган Михайло Васильович — голова Закарпатської обласної організації НСКУ, провідний науковий співробітник Закарпатського обласного краєзнавчого музею імені Тиводара Легоцького, кандидат історичних наук.
- Денисенко Галина Григорівна — старший науковий співробітник Центру досліджень історико-культурної спадщини України Інституту історії України НАН України, кандидат історичних наук.
- Денисенко Олена Володимирівна — голова Запорізької обласної організації НСКУ, адвокат.
- Добржанський Олександр Володимирович — голова Чернівецької обласної організації НСКУ, декан факультету історії, політології та міжнародних відносин Чернівецького національного університету імені Юрія Федьковича, доктор історичних наук, професор, заслужений діяч науки і техніки.
- Жив'юк Андрій Анатолійович — голова Рівненської обласної організації НСКУ, керівник науково-редакційної групи книг «Реабілітовані історією. Рівненська область», доцент кафедри історії Міжнародного економіко-гуманітарного університету імені академіка Степана Дем'янчука, кандидат історичних наук, доцент.
- Коляда Ігор Анатолійович — професор кафедри методики навчання суспільних дисциплін і гендерної освіти Інституту історичної освіти Національного педагогічного університету імені М. Драгоманова, доктор історичних наук, професор.
- Коноваленко Ольга Степанівна — головний редактор газети «Освіта».
- Корнієнко Олег Миколайович — голова правління Сумської обласної організації НСКУ, командир відділення ОЗСП «Азов» в/ч 3057 Національної гвардії України.
- Костюк Степан Володимирович — голова Тернопільської обласної організації НСКУ, директор Тернопільського обласного краєзнавчого музею.
- Кочергін Ігор Олександрович — голова правління Дніпропетровської обласної організації НСКУ, доцент кафедри історії та політичної теорії ДВНЗ «Національний гірничий університет», доктор історичних наук, доцент.
- Куделко Сергій Михайлович — голова Харківської обласної організації НСКУ, директор Центру краєзнавства імені академіка П. Т. Тронька Харківського національного університету ім. В. Н. Каразіна, кандидат історичних наук, професор, заслужений працівник культури України.
- Курило Віталій Семенович — голова правління Луганської обласної організації НСКУ, народний депутат України, голова Наглядової ради Луганського національного університету імені Тараса Шевченка, академік НАПН України, доктор педагогічних наук, професор, заслужений працівник освіти України.
- Кушнір В'ячеслав Григорович — голова правління Одеської обласної організації НСКУ, декан історичного факультету Одеського національного університету імені І. І. Мечникова, доктор історичних наук, професор, заслужений працівник освіти України.
- Лисенко Олександр Євгенович — завідувач відділу історії України періоду Другої світової війни Інституту історії України НАН України, доктор історичних наук, професор.
- Литвин Микола Романович — голова правління Львівської обласної організації НСКУ, директор Інституту українознавства ім. І. Крип'якевича НАН України, доктор історичних наук, професор, заслужений діяч науки і техніки України.
- Макієнко Олексій Анатолійович — голова Херсонської обласної організації НСКУ, доцент кафедри туризму Херсонського державного університету, кандидат історичних наук, доцент.
- Михайлуца Микола Іванович — завідувач кафедри українознавства, історико-правових та мовних дисциплін Одеського національного морського університету, доктор історичних наук, професор.
- Москалюк Микола Миколайович — професор історичного факультету Тернопільського національного педагогічного університету ім. В. Гнатюка, доктор історичних наук.
- Неліна Тетяна Вікторівна — директор Фастівського державного краєзнавчого музею.
- Подкур Роман Юрійович — старший науковий співробітник Інституту історії України НАН України, кандидат історичних наук, заслужений працівник культури України.
- Попович Сергій Іванович — завідувач кафедри туризму Національного університету фізичного виховання і спорту України, кандидат історичних наук.
- Романько Валерій Іванович — голова правління Донецької обласної організації НСКУ, доцент кафедри історії та теорії літератури Донбаського державного педагогічного університету, кандидат педагогічних наук.
- Терес Наталія Володимирівна — доцент кафедри етнології та краєзнавства Київського національного університету імені Тараса Шевченка, кандидат історичних наук, доцент.
- Тригуб Олександр Петрович — голова правління  Миколаївської обласної організації НСКУ, завідувач кафедри міжнародних відносин та зовнішньої політики Чорноморського державного університету імені Петра Могили, доктор історичних наук, професор.
- Шафаренко Анатолій Миколайович — депутат Обухівської районної ради, доктор історичних наук.

Ревізійна комісія:
- Вєтров Ігор Георгійович — голова ревізійної комісії НСКУ, заступник декана Факультету історичної освіти Національного педагогічного університету імені М. П. Драгоманова, кандидат історичних наук, заслужений працівник освіти України.
- Вербиленко Галина Анатоліївна — молодший науковий співробітник Інституту історії України НАН України.
- Катаргіна Тетяна Іванівна — старший науковий співробітник Інституту історії України НАН України, кандидат історичних наук.
- Лазуренко Валентин Миколайович — проректор з гуманітарно-виховних питань Черкаського державного технологічного університету, доктор історичних наук, професор.
- Сигидин Михайло Васильович — заступник декана факультету історії та політології Прикарпатського національного університету імені Василя Стефаника, кандидат історичних наук, доцент[9].